# Norfolk (buurt)
Norfolk, ook wel New Norfolk of De Zuid is sinds 2019 een buurt in de gemeente Den Haag aan de zuidkant van de Scheveningse Havens, gelegen tussen de duinen, de spuisluis van het Verversingskanaal en Duindorp, aan het einde van de Houtrustweg nabij de locatie van de Derde Scheveningse Haven. Tot 2006 was hier aan de kade de aanlegplaats voor de schepen van de roll on-roll off-veerdienst van de voormalige Norfolkline tussen Scheveningen en  Norwich (sinds oktober 2010 DFDS Logistics, gevestigd te Vlaardingen).  
In deze buurt bevinden zich woningen, het voormalig Zuiderstrandtheater en het beginpunt van de HTM-buslijn 28. Ten westen van de buurt is er een doorgang naar het Zuidelijk Havenhoofd van Scheveningen en de Strandslag nr. 12 bij strandpaviljoen La Cantina.